# Quần đảo Sunda Lớn
Quần đảo Sunda Lớn (tiếng Indonesia: Kepulauan Sunda Besar) là một nhóm các đảo nằm trong bán đảo Mã Lai. Các đảo bao gồm trong nhóm này bao gồm (từ tây sang đông): Sumatra, Java, Borneo, Sulawesi  và các đảo phụ cận nhỏ hơn. Nhóm đảo này thuộc các quốc gia Brunei, Indonesia, và Malaysia.
Cùng với quần đảo Sunda Nhỏ ở phía đông, chúng tạo nên quần đảo Sunda.